# Viola hultenii
Viola hultenii är en violväxtart som beskrevs av Wilhelm Becker. Viola hultenii ingår i släktet violer, och familjen violväxter. Inga underarter finns listade i Catalogue of Life.